# Terra Indígena Tanaru
Tanaru é uma área de restrição de uso na Amazônia Legal, com área cerca de 8 mil hectares, localizada no estado brasileiro de Rondônia, habitada pelo povo Isolado do Tanaru (no 53 Tanaru/RO), kanoé e, akuntsú. Área registrada no CRI e na Secretaria de Patrimônio da União (SPU) via portaria 1 392 de outubro de 2012 (DOU de novembro de 2012).
A Fundação Nacional dos Povos Indígenas (FUNAI) atua nesta área através da Coordenação Regional "Cacoal" e da Frente de Proteção Etnoambiental Guaporé (FPE-Guaporé).

## Distribuição territorial
Esta TI está distribuída em quatro municípios do estado brasileiro de Rondônia:
| Município            | Área municipal (ha) | TI no município (ha) |
| -------------------- | ------------------- | -------------------- |
| Chupinguaia          | 512 672             | 764,82 (9,47%)       |
| Corumbiara           | 306 032             | 2 418,87 (29,96%)    |
| Parecis              | 254 868             | 937,19 (11,61%)      |
| Pimenteiras do Oeste | 601 473             | 3 980,16 (49,32%)    |

## História
Em outubro de 2012,  Área registrada no CRI e na Secretaria de Patrimônio da União (SPU) via portaria 1 392/2012 (DOU de novembro de 2012).
Em dezembro de 2022, o Ministério Público Federal do Brasil processou a União e a Funai, para obrigar os órgãos federais a transformarem a região em uma área de proteção socioambiental. Apesar de haver indígenas na área, como os kanoé e akuntsú (grupos de recente contato), a Funai nunca fez o estudo antropológico para à delimitação e reconhecimento oficial da TI, que atualmente é uma Área de Restrição de Uso. A regularização fundiária indígena ocorre quando a região é habitada permanentemente, é local de reprodução físico-cultural e, também é área de atividades produtivas. Então a Funai deve fazer o relatório de identificação; depois o Ministro da Justiça declara os limites e demarcação da região; a Funai faz a demarcação que e homologada pelo presidência brasileiro.
A Coordenação das Organizações Indígenas da Amazônia Brasileira (Coiab) solicitou a Justiça Federal sua integração no processo de reconhecimento desta área como território tradicional indígena e local de proteção socioambiental na forma de amicus curiae (fornecedor de subsídios ao processo). Por ser uma área de interesse arqueológico, antropológico, linguístico, cultural, ambiental e, botânico.
Contrários ao processo do Ministério Público Federal para transformar em área de proteção socioambiental, o pecuarista Gutemberg Ermita e mais duas famílias reivindicam na Justiça federal como donos legítimos da área de restrição de uso. Filhos de pequenos produtores rurais em Colatina (estado do Espírito Santo), estabeleceram na Amazônia em 1973 procurando  nova área para criação de gado.

## Bioma
A região é localizado na bacia hidrográfica do rio Madeira e, é formada pelo bioma amazônico, com a presença da vegetação: floresta semidecidual (64,81%) e savana (35,19%).

## Proteção
Em 2007, os povos tradicionais, incluindo os indígenas, foram reconhecidas pelo governo brasileiro, através da Política Nacional de Desenvolvimento Sustentável dos Povos e Comunidades Tradicionais (PNPCT), por terem o modo de vida ligado aos recursos naturais e ao meio ambiente de forma harmônica e o uso comunitário da terra. Reafirmando aos indígenas o direito a sua terra tradicional e a proteção governamental, assim a Fundação Nacional dos Povos Indígenas (FUNAI) atua nesta área através de: Coordenação Regional "Cacoal", da Secretaria Especial de Saúde Indígena "Vilhena" e, com os Serviços de Proteção Etnoambiental Tanaru (SEPE-Tanaru) da Frente de Proteção Etnoambiental Guaporé (FPE-Guaporé).
No período de 2019 e 2021, o governo do Brasil intensificou as ações de proteção a indígenas isolados e de recente contato pandemia do coronarivus. Aplicando medidas de quarentena como: as barreiras sanitárias e postos de controle de acesso, monitorar o fluxo de pessoas e impedir a entrada de não indígenas; o maior período de permanência das equipes nas regiões;  planos de contingência dos Distritos Sanitários Especiais Indígenas (DSEI) para os indígenas isolados e de recente contato; combate as ações ilegais extrativistas e predatórias nas TI; expedições de monitoramento de indígenas isolados nas seguintes áreas: Tanaru, Massaco, Piripkura, Kawashiva, Hi-Merimã, Ituna/Itatá e, Uru-Eu-Wau-Wau. As ações ocorreram em pareceria de diversos órgãos: Exército; Polícia Federal; Fundação Nacional dos Povos Indígenas (Funai), e; Instituto Brasileiro do Meio Ambiente e dos Recursos Naturais Renováveis (Ibama).
De acordo com o programa Povos Indígenas no Brasil do Instituto Socioambiental (ISA), Rondônia é o quarto estado brasileiro onde moram mais povos indígenas, com 29 povos registrados. E de acordo com o Instituto Brasileiro de Geografia e Estatística (IBGE), em Rondônia existe 21.153 indígenas (1,25% da população do Brasil).

## Ameaças
A terra indígena é ameaçada por fazendeiros, e até 2018 sofreu 14,16% de desmatamento. Além de pressionada por uma obra de infraestrutura da PCH Cesar Filho.